# Andre Cason
Andre Cason (* 20. Januar 1969 in Virginia Beach, Virginia) ist ein ehemaliger US-amerikanischer Sprinter.
Erste größere Erfolge im 100-Meter-Lauf feierte er mit Siegen bei den Weltmeisterschaften der Junioren 1988 in Greater Sudbury und bei der Universiade 1989 in Duisburg sowie mit der Silbermedaille bei den Panamerikanischen Spielen 1991 in Havanna.
Bei den Hallenweltmeisterschaften 1991 in Sevilla siegte er im 60-Meter-Lauf. Im selben Jahr gewann er mit der US-amerikanischen 4-mal-100-Meter-Staffel die Goldmedaille bei den Weltmeisterschaften in Tokio. Dabei stellte er gemeinsam mit Leroy Burrell, Dennis Mitchell und Carl Lewis mit einer Zeit von 37,50 s einen neuen Weltrekord auf.
Im Februar 1992 stellte er mit 6,41 s einen Weltrekord über 60 Meter in der Halle auf, der erst 1998 durch Maurice Greene um 2 Hundertstelsekunden unterboten wurde. In der ewigen Weltbestenliste belegt Andre Cason hinter seinem Landsmann immer noch den zweiten Platz (Stand: März 2009). Wegen einer Verletzung, die er sich bei den US-amerikanischen Ausscheidungswettkämpfen zuzog, verpasste er die Teilnahme an den Olympischen Spielen in Barcelona. Dort verbesserte die siegreiche US-Mannschaft den Weltrekord in der 4-mal-100-Meter-Staffel auf 37,40 s – bis auf Cason, der durch Michael Marsh ersetzt wurde, mit den gleichen Läufern wie im Vorjahr in Tokio.
1993 wurde er US-amerikanischer Meister über 100 Meter. Seine Zeit von 9,85 s fand allerdings aufgrund unzulässigen Rückenwindes keinen Eingang in die Bestenlisten. Bei den Weltmeisterschaften in Stuttgart gewann er wie schon zwei Jahre zuvor in Tokio mit der Staffel die Goldmedaille. Außerdem sicherte er sich in persönlicher Bestzeit von 9,92 s, nur von Linford Christie geschlagen, die Silbermedaille über 100 Meter. Im Herbst 1993 gelang es ihm, mit der 4-mal-100-Meter-Staffel den Weltrekord aus Barcelona zumindest noch einmal einzustellen. Unterboten wurde die Zeit erst fünfzehn Jahre später durch die Staffel Jamaikas.
Die Teilnahme an den Olympischen Spielen 1996 in Atlanta blieb ihm abermals aus Verletzungsgründen verwehrt.
Andre Cason hatte bei einer Körpergröße von 1,70 m ein Wettkampfgewicht von 68 kg.

## Bestleistungen
- 60 m (Halle): 6,41 s, 14. Februar 1992, Madrid (ehemaliger Weltrekord)
- 100 m: 9,92 s, 15. August 1993, Stuttgart

## Auszeichnungen
- 1993: „Weltmannschaft des Jahres“ – 4-mal-100-Meter-Staffel mit Jon Drummond, Dennis Mitchell und Leroy Burrell (La Gazzetta dello Sport)